# Пасколо, Марко
Ма́рко Па́сколо (итал. Marco Pascolo; 9 мая 1966, Сьон) — швейцарский футболист, вратарь. Один из наиболее успешных швейцарских футболистов поколения 90-х.
В настоящее время является тренером вратарей в клубе «Сьон»[уточнить].

## Клубная карьера
Марко начал профессиональную карьеру в 1986 году в родном клубе «Сьон». На протяжении 3 сезонов он пытался закрепиться в основном составе команды, но так и не смог. Поэтому в 1989 году он принимает предложение от «Ксамакса». Первый сезон Марко играет нечасто, но зато во втором уверенно становится первым номером команды. Вратарём начинает интересоваться «Серветт» и вскоре подписывает с ним контракт. Перебравшийсь в новый клуб, Марко сразу же становится любимчиком фанатов. Здесь он проводит лучшие годы своей карьеры. После чемпионата Европы в Англии Марко принимает решение попробовать свои силы в новом чемпионате. Летом 1996 года он подписывает контракт с футбольным клубом итальянской Серии А, «Кальяри». Но в Италии Пасколо не может адаптироваться к местному чемпионату. В конце сезона его трансфер выкупает английский «Ноттингем Форест». «Лесники» искали вратаря, который мог бы заменить травмированного валлийского вратаря Марка Кроссли. Марко уверенно начинает сезон, но отыграв всего 5 матчей Марко получает травму. Полгода без футбола и опять скамейка запасных. В конце сезона вратарь покидает Туманный Альбион и перебирается на родину в «Цюрих». После четырёх ударных сезонов Марко принимает решение о завершении футбольной карьеры. Но руководство «Серветта» уговаривает свою «легенду» помочь в новом сезоне, так как основной вратарь травмирован. Ветеран отыгрывает первым номером весь сезон. После чего принимает предложение остаться в клубе в качестве тренера вратарей.

## Национальная сборная
За сборную Швейцарии Марко Пасколо сыграл 55 матчей, пропустив 52 мяча. Он является участником чемпионата мира 1994 года в США и чемпионата Европы 1996 года в Англии.
4 сентября 2001 года Марко принял решение о завершение карьеры в сборной страны.